# Francesco Maestrelli
Francesco Maestrelli (Pisa, Italia, 21 de diciembre de 2002) es un tenista profesional italiano. Desde su debut en 2019, consiguió un título categoría Challenger, en Verona, y alcanzó en otras dos ocasiones la final. Su mejor posición en el ranking individual de la ATP fue la 149º en la actualización del 26 de junio de 2023.

## Títulos Challenger (1; 1+0)

### Individuales (1)
| N.º | Fecha               | Torneo | Superficie    | Oponente en la final | Resultado     |
| --- | ------------------- | ------ | ------------- | -------------------- | ------------- |
| 1.  | 17 de julio de 2022 | Verona | Tierra batida | Pedro Cachín         | 3–6, 6–3, 6–0 |

### Finalista (2)
| N.º | Fecha               | Torneo              | Superficie    | Oponentes        | Resultado        |
| --- | ------------------- | ------------------- | ------------- | ---------------- | ---------------- |
| 1.  | 22 de mayo de 2022  | Francavilla al Mare | Tierra batida | Matteo Arnaldi   | 3-6, 7-6(7), 6-4 |
| 2.  | 26 de junio de 2023 | Montechiarugolo     | Tierra batida | Alexandre Müller | 1-6, 4-6         |